# Roverino
Roverino este o arie protejată (arie specială de conservare — SAC, sit de importanță comunitară — SCI) din Italia întinsă pe o suprafață de 336 ha, integral pe uscat.

## Localizare
Centrul sitului Roverino este situat la coordonatele 43°48′21″N 7°36′35″E / 43.805833°N 7.609722°E.

## Înființare
Situl Roverino a fost declarat sit de importanță comunitară în iunie 1995 pentru a proteja 32 de specii de animale. Situl a fost protejat și ca arie specială de conservare în aprilie 2017.

## Biodiversitate
Situată în ecoregiunea mediteraneană, aria protejată conține 6 habitate naturale: Păduri de pin mediteraneene cu pini mezogeni endemici, Pajiști uscate seminaturale și facies de acoperire cu tufișuri pe substraturi calcaroase (Festuco-Brometalia) (* situri importante pentru orhidee), Matorral arborescenți cu Juniperus spp., Pseudostepă cu ierburi și specii anuale de Thero-Brachypodietea, Păduri de Quercus ilex și Quercus rotundifolia, Pante stâncoase calcaroase cu vegetație casmofită.
La baza desemnării sitului se află mai multe specii protejate:
- păsări (30): ciocârlie-de-câmp (Alauda arvensis), Alectoris rufa, fâsă de pădure (Anthus trivialis), lăstunul mare (Apus apus), caprimulg (Caprimulgus europaeus), sticlete (Carduelis carduelis), corb (Corvus corax), cioară neagră (Corvus corone), Corvus monedula, presură de munte (Emberiza cia), presură de grădină (Emberiza hortulana), măcăleandru (Erithacus rubecula), șoim călător (Falco peregrinus), vânturel roșu (Falco tinnunculus), cinteză (Fringilla coelebs), Hippolais polyglotta, sfrâncioc roșiatic (Lanius collurio), câneparul (Linaria cannabina), mierlă albastră (Monticola solitarius), pițigoi de brădet (Periparus ater), viespar (Pernis apivorus), codroș de munte (Phoenicurus ochruros), brumăriță de pădure (Prunella modularis), Ptyonoprogne rupestris, mărăcinar negru (Saxicola torquatus), silvie cu cap negru (Sylvia atricapilla), silvie mediteraneană (Sylvia melanocephala), pănțărușul (Troglodytes troglodytes), mierlă (Turdus merula), sturz-cântător (Turdus philomelos)
- mamifere (2): liliacul mare cu potcoavă (Rhinolophus ferrumequinum), liliacul mic cu potcoavă (Rhinolophus hipposideros)

Pe lângă speciile protejate, pe teritoriul sitului au mai fost identificate 10 specii de plante, 1 specie de păsări, 3 specii de amfibieni, 1 specie de nevertebrate, 5 specii de reptile.